# Collected
Collected är ett samlingsalbum med den brittiska gruppen Massive Attack, utgivet den 27 mars 2006. Albumet innehåller även den tidigare outgivna låten Live With Me.

## Låtförteckning
1. "Safe From Harm" – 5:19
2. "Karmacoma" – 5:14
3. "Angel" – 6:14
4. "Teardrop" – 5:28
5. "Inertia Creeps" – 5:54
6. "Protection" – 7:45
7. "Butterfly Caught" – 5:08
8. "Unfinished Sympathy" – 5:12
9. "Risingson" – 4:57
10. "What Your Soul Sings" – 6:37
11. "Future Proof" – 5:42
12. "Five Man Army" – 5:21
13. "Sly" – 4:56
14. "Live With Me" – 4:51